# TV Carrefour
TV Carrefour(TVC) est une chaîne de télévision généraliste privée béninoise créée le 4 avril 2004 et détenue par la Société RadioCarrefour SA fondée par Christophe Davakan. 

## Histoire de la télévision
TVC est une chaîne télévision créée au Bénin depuis le 04 avril 2004 par Christophe Davakan. C'est à partir de juillet 2006 que la télévision carrefour commence ses émissions sur satellite avec du contenu axé sur le divertissement et une ligne editoriale d'informations,,.
C'est une filiale du groupe de presse Radio 
Télévision Carrefour.

## Slogans
TVC-BENIN,  ça nous rassemble toujours.. 

## Diffusion
TVC Bénin diffuse ses émission sur satellite notamment le satellite SES. Elle est également sur la chaîne 274 du bouquet canalplus.

## Polémiques
Le mardi 14 octobre 2014, la HAAC ordonne à deux chaînes de télévisions dont TVC Bénin d'éteindre leurs équipements d'émission à partir du 16 octobre 2014. Cette sanction intervient à la suite du non-renouvellement de l'autorisation d'usage de leurs fréquences respectives.
Selon l'article 35 de la loi organique de la HAAC, 
"une convention d'installation et d'exploitation de radiodiffusion et de télévision est passée entre la personne privée qui en fait la demande et la Haute Autorité de l'Audiovisuel et de la Communication agissant au nom de l'Etat.
De juillet à décembre 2019, la chaîne a interrompu ses programmes pour des raisons financères,,.